# Simon Waern
Simon John Martin Waern, född Persson 20 september 1994 i Alingsås, är en svensk politiker (tidigare Socialdemokraterna). Han var mellan åren 2018 och 2025 kommunalråd och kommunstyrelsens vice ordförande i Alingsås kommun.
Simon Waern avgick med omedelbar verkan kort efter att det uppdagats att han, tillsammans med kommunstyrelsens ordförande Daniel Filipsson och ytterligare en politiker, var med i en chattgrupp där andra politiker bland annat baktalades.